# Sedma dispar
Sedma dispar är en stekelart som beskrevs av Boucek 1991. Sedma dispar ingår i släktet Sedma och familjen puppglanssteklar.
Artens utbredningsområde är:
- Frankrike.
- Grekland.
- Marocko.
- Spanien.

Inga underarter finns listade i Catalogue of Life.